# フィアット・124
フィアット･124（Fiat 124 ）はイタリアの自動車メーカーのフィアットが生産していた乗用車である。
この項では1966年～1985年まで製造された初代について説明する。

## 初代

### 概要
1966年に、それまで生産されていた1300/1500の後継車種として発表された124は、開発コードの1で始まる3桁の数字をそのまま車名とする新しいネーミングが与えられた初のモデルで、ほぼ同時期に社長に就任したジャンニ・アニェッリ(創業者ジョヴァンニの子息)の就任後初のニューモデルであった。
124は何の装飾もないシンプル極まる箱型ノッチバックの後輪駆動4ドアセダンであったが、軽量設計を特徴とし、トータルバランスに優れた軽快な小型ファミリーカーとして完成された製品であった。
このクラスの実用車としてはルノー・8と並び、早くから4輪ディスクブレーキが採用された他、リアサスペンションも固定軸ながらコイルスプリングが採用されるなど、時流に半歩先んじた技術が採用されていた。
1,198ccのOHVエンジンは、元フェラーリの主任技術者アウレリオ・ランプレディによって新設計されたもので、DOHC化された発展型を含め、ランプレディ・エンジンまたはランプレディ・ユニットと呼ばれる。
なお、小型・軽量で、高回転を許容する優れた設計であったこのエンジンは、シリンダーヘッドをDOHC化した高性能版が追加されて以降、排気量の拡大や、前輪駆動車向けの横置用の追加などを経て、1990年代までの約30年間、フィアットグループ（ランチアよびアルファ・ロメオを含む）の多くの乗用車に搭載され、フィアットを代表する名機と位置付けられている。また、WRC（世界ラリー選手権）においても、後述の124アバルト・ラリーに始まり、131アバルト・ラリー、ランチア・ラリー、ランチア・デルタと数々の名車に搭載されて、約20年の長きに渡り第一線で活躍を続け、数多くの栄冠をフィアットグループにもたらした。
1967年にはヨーロッパ・カー・オブ・ザ・イヤーを受賞した。

### バリエーション
124にはその後、5ドアワゴン、高性能モデルのスペシャル、スポルトスパイダー、スポルトクーペが順次追加され、バリエーションを拡大した。

#### 4ドア・ベルリーナ
当初の1,197cc65馬力の標準型に加え、1968年には排気量を1,438ccに拡大して70馬力とした「スペシャル」が追加された。外観も丸型4灯式ヘッドライトが与えられ、標準型とは大きくイメージを変えた。同時にトップモデルとして、スポルト系に使われていたDOHCエンジンを装備した「スペシャルT」も登場した。
1970年にマイナーチェンジを受け、標準型はフロントグリルのパターン変更、スペシャル系は黒い樹脂製のフロントグリルに変更されて印象を改めた後、1972年にスペシャルTのエンジンが同年生産中止となった125で用いられていた1,592cc95馬力に変更された。その後は変更なく1974年まで生産された。
日本へは登場直後から西欧自動車によって輸入されたが、余りにシンプルな標準型は「外車=高級車」という日本的価値観と相容れず、販売台数はごく少なく、むしろ1967年に誕生したDOHCエンジン搭載の上級車種である125の方が販売の主力となり、124の輸入は早々に打ち切られた。しかし、一時中断したフィアットの輸入が1974年にロイヤル・モータースによって再開された際には、既に消滅していた125に代わって対米輸出仕様の124スペシャルTが導入され、1976年に131Sが輸入開始されるまで販売された。ただし、排気ガス対策で83馬力にパワーダウンした上、不似合いに大きな衝撃吸収バンパーが装着され、オートマチック版も存在しなかったため、販売台数はクーペやスパイダーよりも少なかった。

#### スポルト・スパイダー

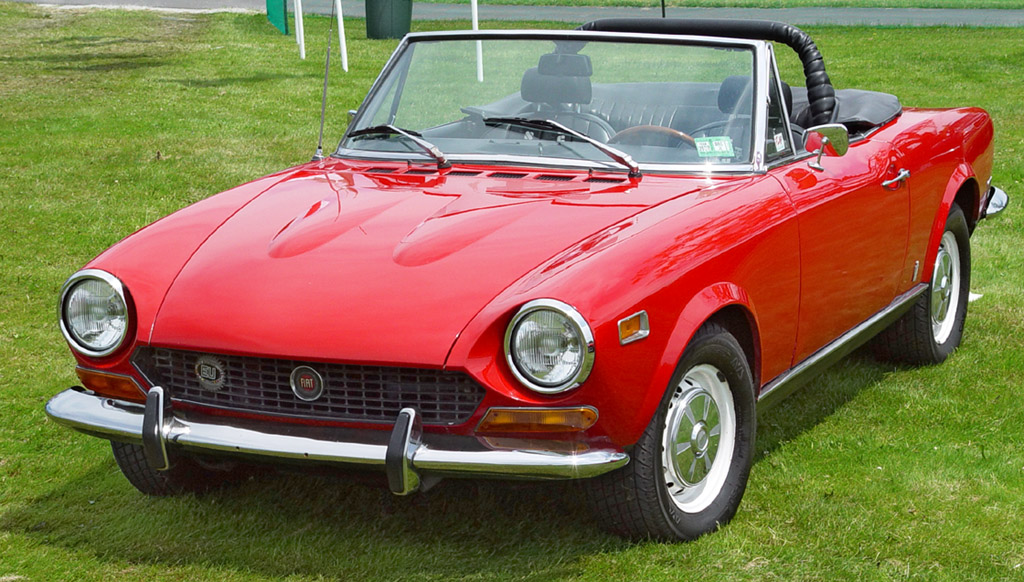
1974年式(対米輸出仕様BSモデル)

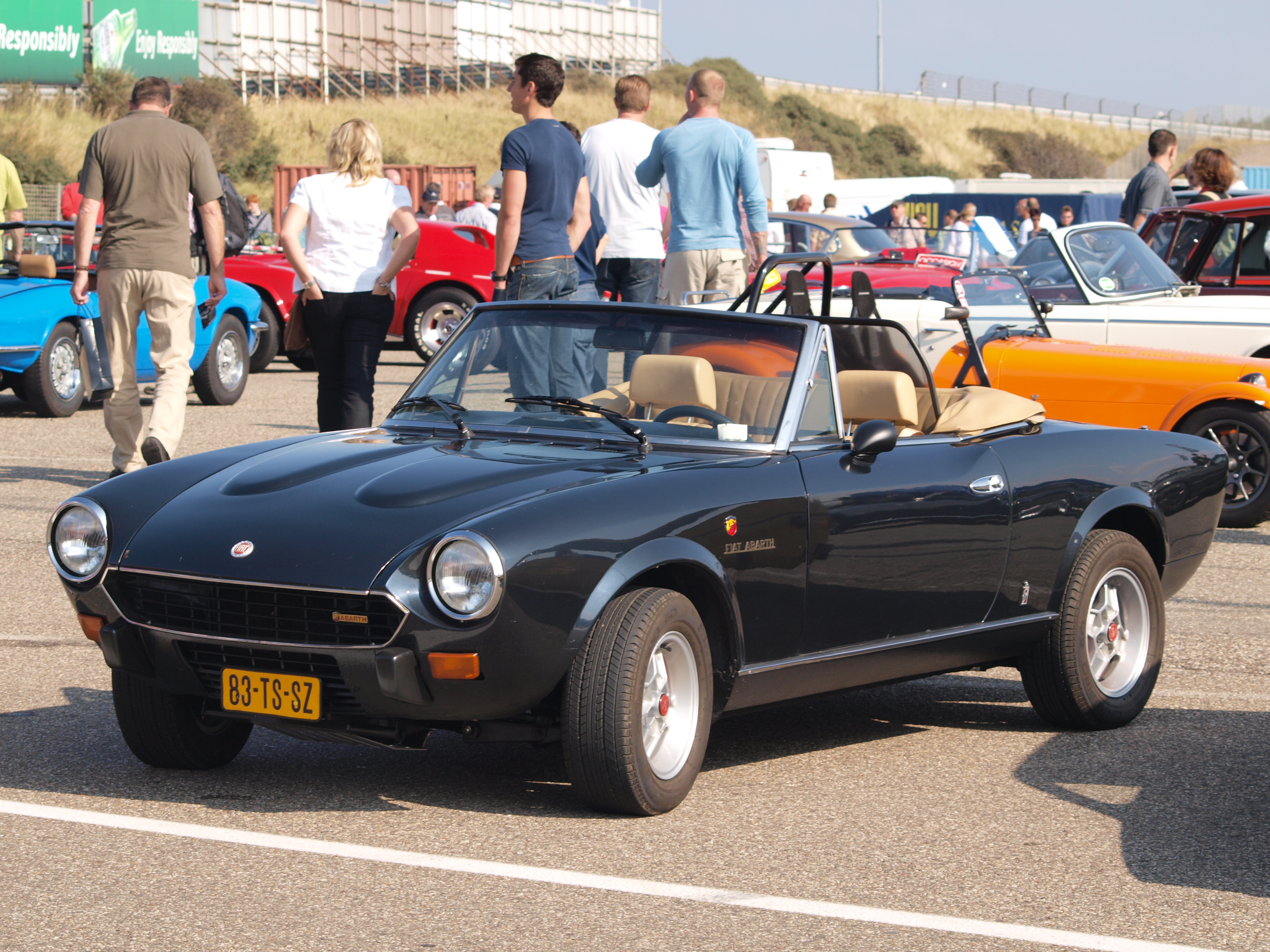
スパイダー2000(バンパーレスに改造)

4ドアが登場した1966年秋のトリノ・ショーに、1959年以来生産されてきた1500/1600Sカブリオレの後継車として、同じピニンファリーナのデザイン・車体製作による2ドアスパイダー（形式：124AS）が登場し、翌67年から発売された。シャシーはベルリーナとほぼ共通の設計ながら、ホイールベースが短縮されている。エンジンも当初からタイミングベルトを用いたDOHC形式が採用され、1,438cc90馬力を発揮した。この時点で、既に四輪ディスクブレーキ・DOHCエンジン・5速ギアボックスを完備しており、先行するライバルのアルファロメオ・スパイダー(デュエット)を意識した、非常に進歩的な設計といえる。
また、ソフトトップ（幌屋根）の構造も独創的で、後部側面ガラス（リアクォーターグラス）を有しており、幌をたたむ際にボディ内に収納されるようになっている。多くの2ドアオープンモデルの場合、幌の後部側面は覆われるか、小さなビニール窓が設けられる程度で、後方視界が限られることが多いが、側面後部ガラスを採用したことにより、雨天時の実用性も確保されている。
なお、狭いながらも後部座席が設けられているほか、比較的大きなトランクスペースが確保されており、また、ライバルと目されるアルファロメオ・スパイダーに比べて操作性に癖がないため、スポーツカー然とした見た目とは対照的に、大衆車メーカーならではの堅実な設計によって高い実用性を有している。
1970年にマイナーチェンジを受け（形式：124BS）、フロントグリルの意匠が横桟からハニカムグリルに変更された。また、エンジンも従来の1,438ccに加えて、ボアアップした1,608cc110馬力の高出力エンジンを搭載したモデル（形式：124BS1）が追加されている。この124BS1は、エンジンにウェーバー40IDF型キャブレターを2基（アメリカ仕様では1基）搭載しており、このため、従来フラットだったフロントフード（ボンネット）に、ツインキャブレターとの干渉を防ぐためのパワーバルジが設けられている。
1973年には、エンジン構造の一部見直しによりエンジン型式が「124」から「132」に改められるとともに、1,592cc106馬力のモデル（形式：124CS）のみとなったが、1974年に排気量を拡大した1,756cc118馬力版が追加された。
1979年のマイナーチェンジでは、パワーウィンドウの追加、リアコンビネーションランプの大型化などの改良が行われたほか、ヨーロッパ仕様車にも対米輸出モデル同様の衝撃吸収型大型バンパーを与えられ、厳しくなる一方の排気ガス規制の対策のために、その出力は100馬力（日本への正規輸入車を含む対米輸出車では78馬力）に抑えられた。しかしその後、排気量を1,995ccへと拡大して、ボッシュ社製燃料噴射装置を導入（この際、フロントフードのパワーバルジも大型化）することで、110馬力（アメリカ仕様で105馬力）となり、フィアット・スパイダー2000の名称で販売された。また、1981年には、ターボチャージャーを追加した性能強化モデルが追加されたが、少数の生産にとどまった。
1982年には、車名からフィアットが外され、ボディ製造を行っていたカロッツェリア「ピニンファリーナ」のブランド名で、「ピニンファリーナ2000スパイダー」として発売された。基本的な部分はフィアット・スパイダー2000と同じであるが、ピニンファリーナエンブレム、ドアノブ（同時期のアルファ・スパイダーと共通）、フロントフードおよびトランクリッドの開閉機構、シート形状、ドア内張り、トノカバー取付方法、デジタル時計の追加、メーター周りの意匠、後部座席の廃止（一部では収納機能の追加）、メタリックカラーのボディ色、幌のカラーバリエーション追加、14インチのアルミホイールなど、高級感の向上を企図した各種の変更が施され、1985年まで製造された。モデルバリエーションとしては、ピニンファリーナ2000スパイダー・ヨーロッパ、ピニンファリーナ2000スパイダー・アズーラ（Azzura）に加えて、スーパーチャージャーを追加した135馬力エンジンと、15インチの専用アルミホイールとフロントリップスポイラーを標準装備として、ヨーロッパ向けに販売された「VX（Volmex）」がある。
124スパイダーは、デビュー当時からの基本的な外観と構造を維持したまま20年間を生き伸び、累計生産台数は約15万台に達した。
生産台数の過半は北米に輸出されたが、イタリア以外のヨーロッパ諸国でも多くの台数が販売され、比較的入手が容易な価格のイタリア製オープンスポーツカーとして、アルファ・スパイダーと人気を二分した。こうした事情から、フィアットの旧車では2代目500とともに、2015年現在でも容易に多くの補修部品を入手できる。日本においては対米輸出仕様車を中心に、継続的に輸入販売が行われてきたが、西欧自動車・西武自動車販売・ロイヤル・モータース・東邦モーターズ・近鉄モータースと輸入代理店がたびたび交代したこともあって販売台数が限られ、アルファ・スパイダーと比べると知名度は決して高くない。

#### スポルト・クーペ

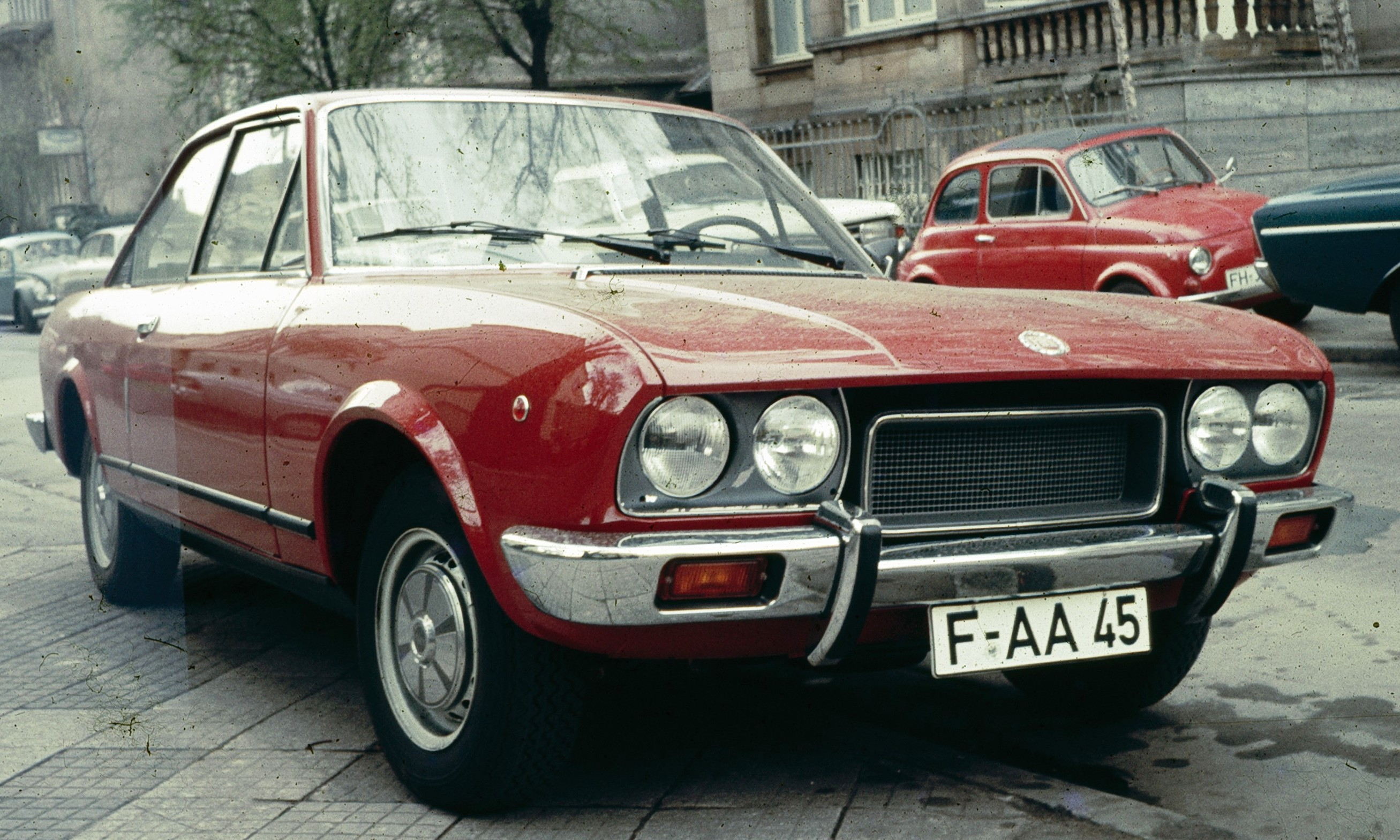
後期型クーペ(CC系)

スパイダー登場の翌年である1967年、2ドア4座の「スポルト・クーペ」が追加された。デザインはフィアット自社チームの作品である。エンジンはスパイダーと共通のDOHC1,438ccが搭載された。初期型は丸型2灯式ヘッドライトを持ち、車台番号の頭文字がACで始まるが、軽量で最も操縦性に優れていたとされる。
1970年にマイナーチェンジを受けて丸型4灯式ヘッドライトとなり、フェンダーラインが低められ、テールライトのデザインも変更され、車台番号の頭文字がBCとなった。内装では初期型のウッド調のステアリングホイールやダッシュパネルが黒一色に改められた。エンジン排気量は同時期のスパイダー同様1,608ccに拡大され動力性能は向上したものの、リアサスペンションからはスタビライザーが外され、セッティングもソフトになり、ロードホールディングは逆に低下した。
1973年には再度の変更を受け、車台番号の頭文字がCCとなり、サスペンションのセッティングは元に戻され、DOHCエンジンは1,592ccと1,756ccの二本立てとなった。トランクリッドはバンパー上から開くようになり、テールライトは縦型となり、ダッシュボードも刷新された。しかしフロントグリルやバンパーが大型化され、サイドモールなども追加されるなどした結果、従来の清楚な雰囲気は大きく損なわれた。 
比較的低価格で軽快なスポーティーカーとして1960年代末から1970年代初頭の日本でも人気があり、西欧自動車・西武自動車販売・ロイヤル・モータースによって輸入された。
クーペの生産台数は初期型(AC)が約113,000台、中期型(BC)が約98,000台、後期型(CC)が約75,000台であった。

### イタリア国外での生産

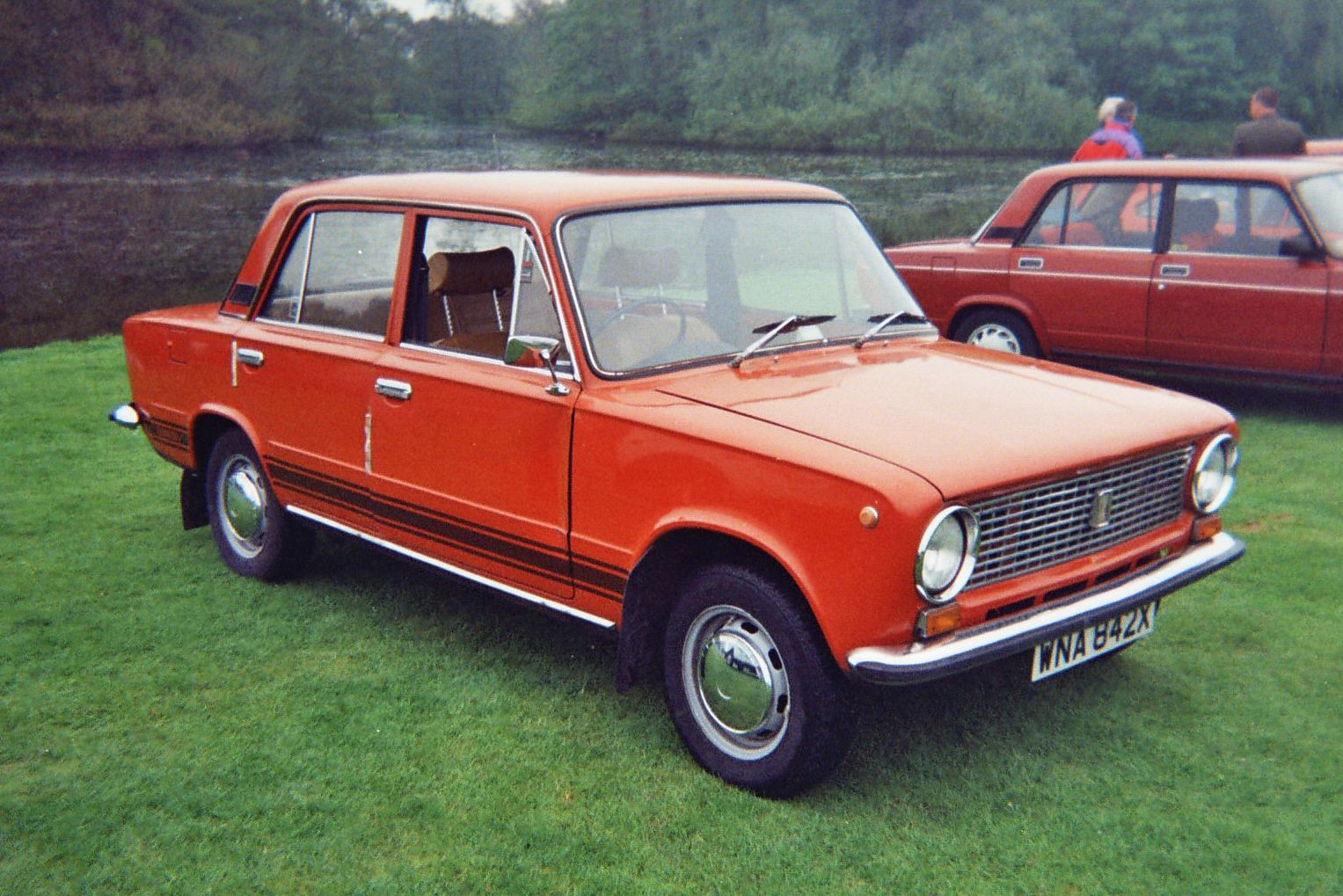
ラーダ・1200

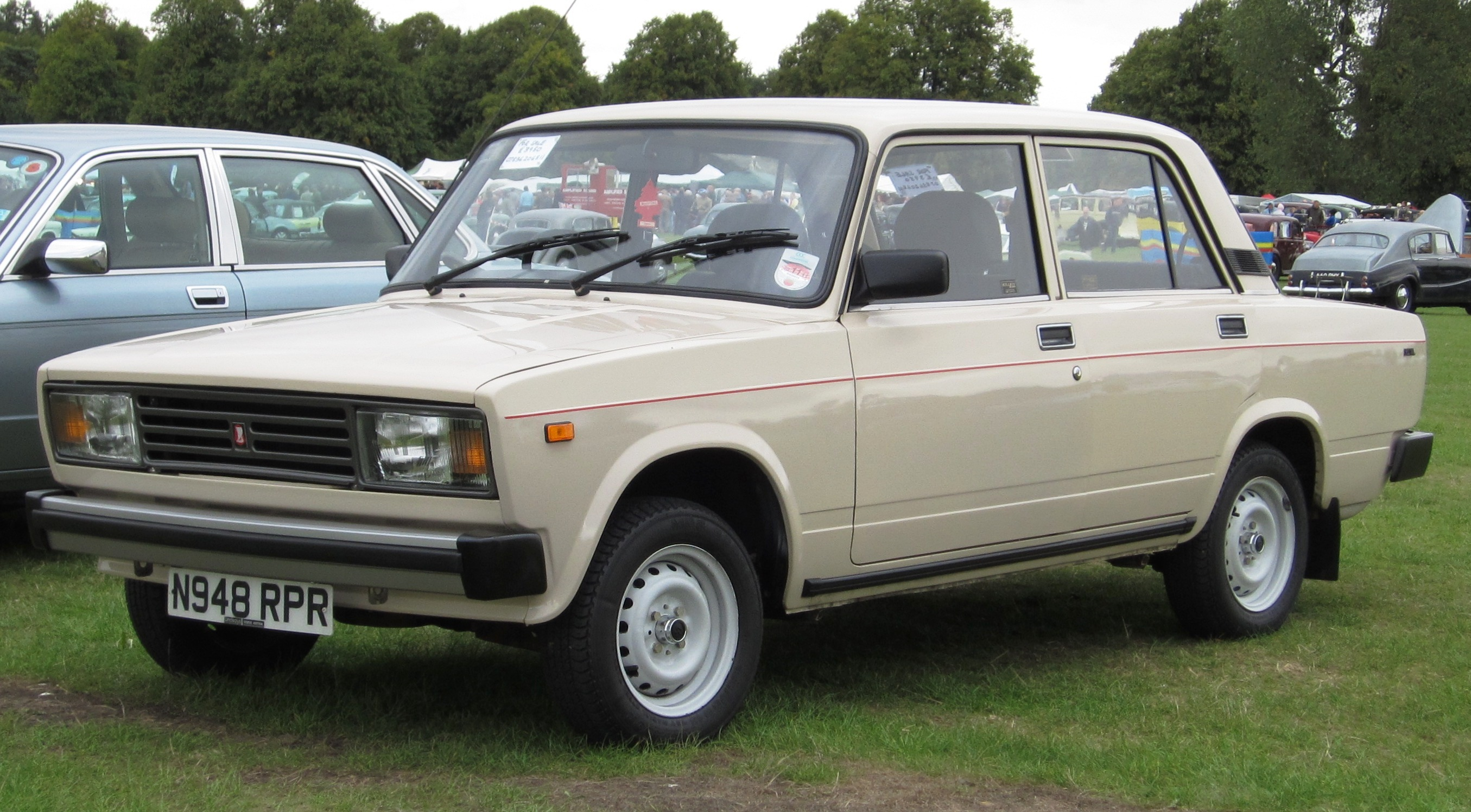
ラーダ・2105

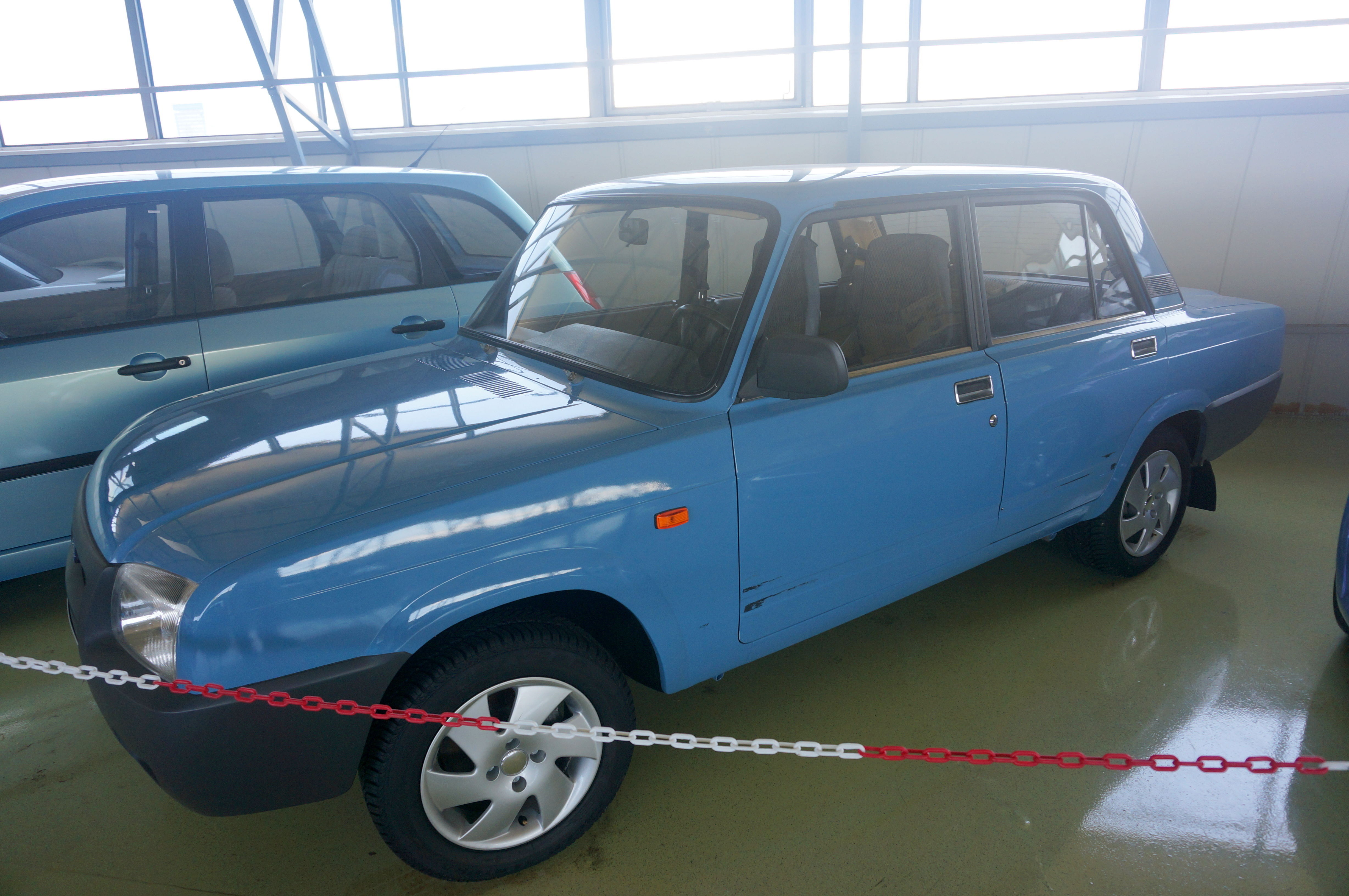
ラーダ・2107M

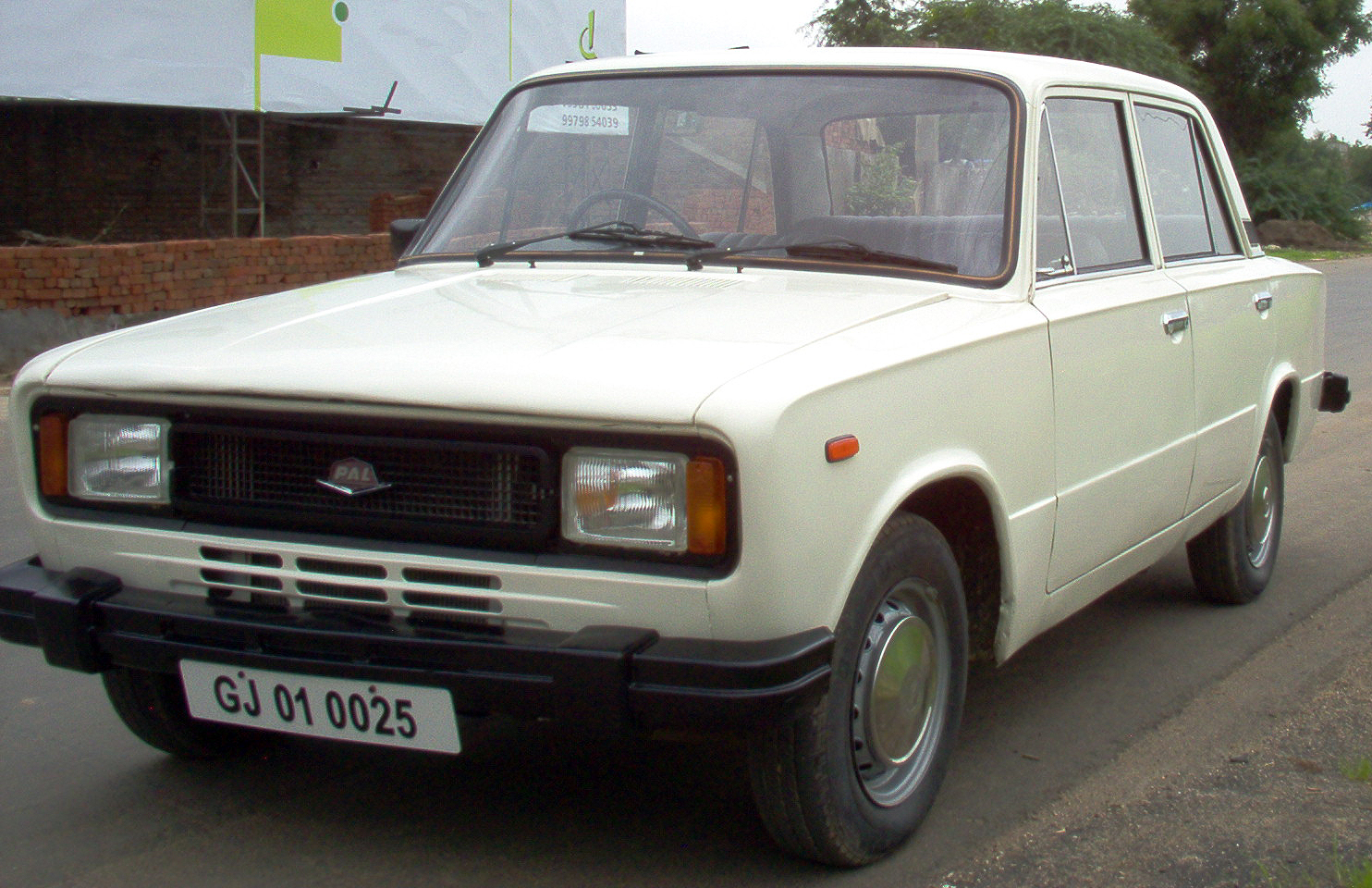
プレミア・118NE

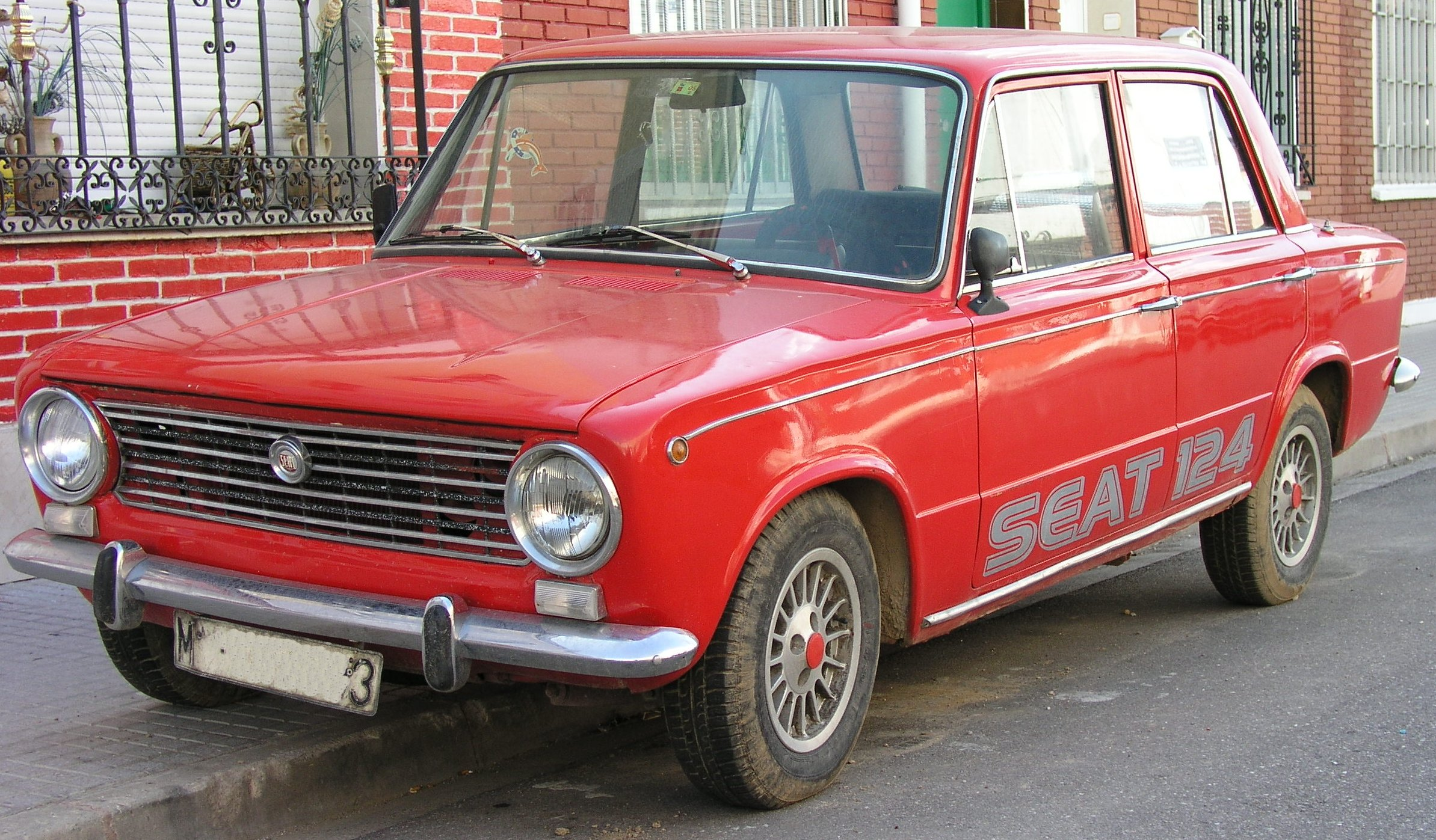
セアト・124

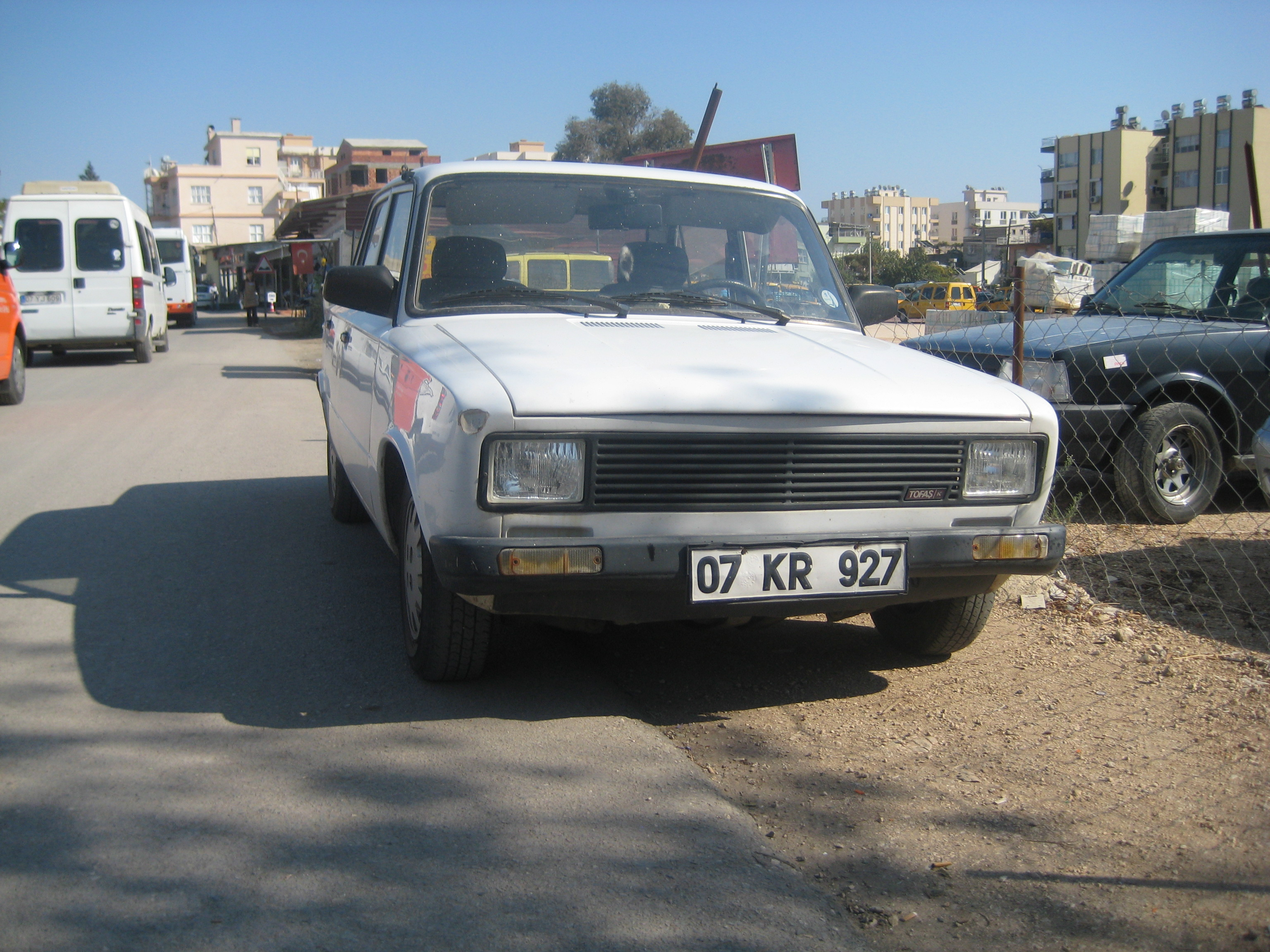
トファシュ・ムラット124

旧ソビエト連邦やインド、トルコや大韓民国などの発展途上国を中心に世界各国で大規模にライセンス生産・ノックダウン生産され、オリジナルの発売から46年を数える2012年まで生産継続された。
特に旧ソビエト連邦およびその解体後のロシアにおいてラーダ ・VAZ-2101の名で生産された台数は膨大なものとなり、124シリーズの累計生産台数は1500万台を超えていると言われる。これは2100万台以上が生産されたVWビートルには及ばないものの、フォード・モデルTに匹敵する同一モデル生産台数である。

#### ソビエト連邦/ロシア
1966年に、フィアットはソビエト連邦のトリヤッチ市（イタリア共産党書記長のパルミーロ・トリアッティの名を取って命名された）にあるVAZ自動車工場の建設に出資した。この背景には、イタリア共産党をはじめとする左翼勢力の影響力が強かった当時のイタリア政府の親ソ政策が存在していた。同工場は 1970年に完成し、124のライセンス生産版である「ジグリ(Zhiguli)」の生産が開始された。
当時としては最新型に近い同車は、ソビエト連邦での生産に合わせてモンキーモデル化されていたものの、それまでのソ連製乗用車と比較すると非常に進歩的な設計で、車種の選択肢が限られる共産圏では最良レベルの小型車であったため、ソ連国内では圧倒的なシェアを獲得することになった。さらに低価格を武器に東西ヨーロッパ各国に「ラーダ BA3-2101」、のちに「ラーダ・1200」という名で大量に輸出された。この輸出はフィアットの承認を得たうえでの販売である。また、一部のモデルはリバースエンジニアリングでものにしたロータリーエンジンを搭載し、主に交通取締り用のパトカーとして使われた。
外装を中心としたマイナーチェンジが数度に渡り行われたものの、ほぼオリジナルの124のままでの生産は1984年まで続き、この頃になると「ラーダ」の名は、西ヨーロッパにおいては「旧態化した設計」、「不十分な安全性」、「快適装備の欠如」、「低い生産品質」の代名詞的な存在となっていた。それでもなお圧倒的な低価格と維持費の安さを売り物に、ソビエト連邦の衛星国や中国などの友好国を中心とした東ヨーロッパやアフリカ諸国のみならず、西ヨーロッパや北ヨーロッパ諸国などにおいても一定の売れ行きを示し、ソ連にとって貴重な外貨の獲得に貢献した。
その後、主にフロント・リアのデザインが変更されて「ラーダ・2104/2105/2107」となったが、VAZでの生産は1991年のソビエト連邦の崩壊とロシア復活後の自由経済の導入後も続行され、累計台数は2008年の時点で既に1400万台以上に達していた。
しかし、ロシア国内においても外国メーカーのモデルが生産されるなど、競争の激化によって販売台数が急減したことを受け、2012年4月17日にイジェフスク自動車工場 (IzhAvto) での「2107」の製造が終了し、これをもってフィアット・124をベースとする「クラシック」シリーズは42年の歴史に幕を閉じた。

#### インド
インドではプレミアによって1986年から「プレミア・118NE」として生産開始された。同社はそれまで1960年代初期の1100Dを生産していたのでその世代交代版となる。
外観は角型ヘッドライト以外1966年のデビューオリジナルに近いが、エンジンは日産A12型(1,171cc/52馬力)に換装されていた。1986年当時のインドでは最も設計年次が新しい乗用車であったのでデビュー当初は人気車種となったが、その後の経済改革で新型車が次々に輸入・現地生産されるようになると需要は急激に落ち込み、2001年には生産中止となった。

#### スペイン
スペインではセアトによって1968年から1980年まで「セアト・124」として生産された。4ドアベルリーナ・5ドアワゴンに加え、スポルト系としてはイタリア国外では唯一、BC・CC系のスポルト・クーペも1970年から1975年まで生産された。

#### トルコ
トルコではトファシュによって、「トファシュ・ムラット124」の名前で1971年から1977年まで134,867台生産された。

#### 韓国
韓国では亜細亜自動車（아시아자동차、アシアチャドンチャ、後に起亜自動車の傘下に入った）が1970年から1975年まで、「フィアット124」（피아트 124、ピアトゥ 124）として生産した。

#### エジプト
2002年から現在まで「ラーダ・エジプト」社が124ベースのラーダ・2104系をライセンス生産している。

#### CKD生産
ブルガリアではPirin-Fiatの名で、1967年から1971年まで、ノックダウン生産された他、マレーシアでも124スペシャルが現地組み立てされていた。